# John MacPherson
John MacPherson, född omkring 1745, död 12 januari 1821, var en brittisk ämbetsman, från Sleat, Skye, Skottland.
Under perioden 1 februari 1785 – 12 september 1786 var han tillförordnad generalguvernör i Indien.